# 津久見市立津久見小学校
津久見市津久見小学校（つくみしりつ つくみしょうがっこう）は、大分県津久見市にある公立小学校。

## 通学区域
- 通学区域 - 大字津久見、大字津久見浦、中央町、宮本町、上宮本町、高洲町、岩屋町、大友町、中田町、立花町、文京町、大字八戸[1]
- 通学調整区域 - 港町の一部[1]

津久見小学校区全域が津久見市立第一中学校の通学区域である。

## 著名な出身者
- 安藤瑞季（サッカー選手、セレッソ大阪）
- 渡辺一平（競泳選手）